# 14980 Gustavbrom
14980 Gustavbrom è un asteroide della fascia principale. Scoperto nel 1997, presenta un'orbita caratterizzata da un semiasse maggiore pari a 3,0655216 UA e da un'eccentricità di 0,1256472, inclinata di 2,93045° rispetto all'eclittica.